# Stetson (merk)

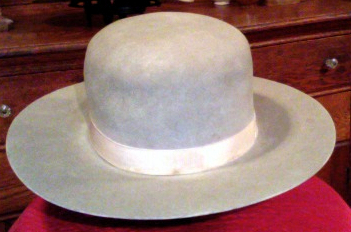
Een "Boss of the Plains"-cowboyhoed, het oorspronkelijke succesproduct van Stetson.

Stetson is een Amerikaans hoedenmerk bekend om zijn cowboyhoeden. De oorspronkelijke producent, de John B. Stetson Company, werd in 1865 opgericht door John Batterson Stetson. John B. Stetson ontwierp, toen hij in de jaren 60 naar het westen trok, de "Boss of the Plains"-hoed, de eerste cowboyhoed, speciaal voor de omstandigheden in het westen. Een Stetsonhoed werd in korte tijd een van de grote symbolen van het Verre Westen en lange tijd was zo'n hoed een onmisbaar onderdeel van de garderobe van een man in het westen. Door het succes van de cowboyhoed werd Stetson 's werelds grootste hoedenproducent, met meer dan 3,3 miljoen hoeden per jaar, geproduceerd in een enorme fabriek in Philadelphia. In 1971 sloot de fabriek in Pennsylvania en ging Stetson verder met franchises en nieuwe fabrieken in St. Joseph (Missouri) en Garland (Texas). Het merk behoort tegenwoordig tot het portfolio van het Texaanse Pro Equine Group. Sinds de jaren 80 is Stetson zijn producten gaan diversifiëren en bestaan er ook kleren, schoenen, laarzen, riemen, gespen, zonnebrillen, parfums en zelfs bourbon van het merk Stetson.